# Emma Maria Macfarren
Emma Maria Macfarren, de soltera Emma Marie Bennett, (Londres, 19 de juny de 1824 - ibídem, 9 de novembre de 1895) fou una pianista i compositora anglesa coneguda sota el pseudònim de Jules Brissac.

## Biografia
Va néixer a Londres. El 1846 es va casar amb John Jackson Macfarren (1818-1901), germà del compositor George Alexander Macfarren. Va fer una gira pels Estats Units d'Amèrica entre 1862 i 1873, amb el seu cicle de conferències "Mornings at the Piano" i va publicar una sèrie de cançons i transcripcions originals. Va morir a Londres.

## Obres
Les obres seleccionades per a piano sota el pseudònim de Jules Brissac inclouen:
- Cerisette (1854), peça de saló
- Léonie (1854), nocturn
- Paulina, Op. 19 (1855), nocturn
- Corinne, Op. 22 (1855), nocturn
- La vie et le rêve (1855), nocturn
- Olenka (1855), mazurka de saló
- Un moment de repos, Op. 30 (1856), nocturn
- Le passé et le présent, Op. 26 (1857)
- Coleur de rose, Op. 21 (1861), bluette
- Long ago, Op. 10 (1863), nocturn
- The Buttherfly, op. 97 (1863), caprici-estudi
- The Village Bell, op. 98 (1863), melodia pastoral
- The Music of the Sea, op. 104 (1863), caprici-nocturn
- The Babbling Brook, Le murmure du ruisseau (1865), caprici-estudi
- Trois récréations (1865), polques
- Valse de Bravoure (1870), vals